# Thomas Trabacchi
Thomas Trabacchi (Milano, 5 settembre 1965) è un attore italiano.

## Biografia
È diplomato alla Bottega Teatrale di Firenze, diretta da Vittorio Gassman. Nel 2001 ha recitato, nel ruolo di Claudio, in Giorni di Laura Muscardin; nel 2003 ha preso parte al film Ora o mai più di Lucio Pellegrini, con Violante Placido. Appare nel film La febbre (2005) di Alessandro D'Alatri e in Aspettando il sole (2009) di Ago Panini, con Raoul Bova, Claudia Gerini e Vanessa Incontrada. Nel 2007 interpreta il ruolo di Leo Fasoli ne La versione di Barney di Richard J. Lewis, film tratto dall'omonimo romanzo di Mordecai Richler.
Nel 2009 ha lavorato nella fiction Medicina generale, nel ruolo del medico Elia Lorenzi. Nel 2012 fa parte del cast de Il sogno del maratoneta, insieme a Laura Chiatti e Luigi Lo Cascio e della miniserie televisiva Maria di Nazaret, regia di Giacomo Campiotti. Nel periodo 2015-2018 recita su Rai 3 in entrambe le stagioni di Non uccidere, con Miriam Leone, mentre nel 2019-2020 appare su Netflix nella seconda e terza stagione di Baby, serie ispirata allo scandalo del 2013 delle "baby squillo" nel quartiere dei Parioli a Roma. Nel 2021 è protagonista del docu-drama Questo è un uomo di Rai 1, in cui interpreta Primo Levi. Nel 2023 prende parte alla seconda stagione della fiction di successo Un professore, dove interpreta Nicola Brandi.

## Vita privata
È legato sentimentalmente all'attrice Carlotta Natoli ed insieme hanno un figlio di nome Teo. Ha un altro figlio, Luca, avuto da una relazione precedente con la regista Anna Negri.

## Filmografia

### Cinema
- Christie Malry's Own Double-Entry, regia di Paul Tickell (2000)
- Rome time elevator, regia di Gaby Bibliovitch (2000)
- Giorni, regia di Laura Muscardin (2001)
- Casomai, regia di Alessandro D'Altri (2002)
- El Alamein - La linea del fuoco, regia di Enzo Monteleone (2002)
- Ora o mai più, regia di Lucio Pellegrini (2003)
- La vita è breve, ma la giornata è lunghissima, regia di Lucio Pellegrini e Gianni Zanasi – documentario (2004)
- La febbre, regia di Alessandro D'Alatri (2007)
- Una piccola storia, regia di Stefano Chiantini (2008)
- Aspettando il sole, regia di Ago Panini (2008)
- La versione di Barney, regia di Richard J. Lewis (2010)
- Boris - Il film, regia di Giacomo Ciarrapico, Mattia Torre e Luca Vendruscolo (2011)
- Quando la notte, regia di Cristina Comencini (2011)
- Romanzo di una strage, regia di Marco Tullio Giordana (2012)
- Uno per tutti, regia di Mimmo Calopresti (2015)
- Un bacio, regia di Ivan Cotroneo (2016)
- Amori che non sanno stare al mondo, regia di Francesca Comencini (2017)
- Nico, 1988, regia di Susanna Nicchiarelli (2017)
- Troppa grazia, regia di Gianni Zanasi (2018)
- Un'avventura, regia di Marco Danieli (2019)
- Il Divin Codino, regia di Letizia Lamartire (2021)
- Marilyn ha gli occhi neri, regia di Simone Godano (2021)
- Yara, regia di Marco Tullio Giordana (2021)
- Quattordici giorni, regia di Ivan Cotroneo (2021)
- Il primo giorno della mia vita, regia di Paolo Genovese (2023)
- Storia di una notte, regia di Paolo Costella (2025)

### Televisione
- Linda e il brigadiere – serie TV, episodio 1x04 (1997)
- La dottoressa Giò – serie TV, episodi: 1x01-1x05 (1997)
- Indagini al microscopio, regia di G. Lazotti (1999)
- Padre Pio, regia di Carlo Carlei – miniserie TV (2000)
- Tequila & Bonetti – serie TV, episodio 1x15 (2000)
- Don Matteo – serie TV, episodio 2x06 (2001)
- Maria José - L'ultima regina, regia di Carlo Lizzani – miniserie TV (2002)
- Le ragioni del cuore, regia di Anna Di Francisca, Luca Manfredi e Alberto Simone – miniserie TV (2002)
- Doppio agguato, regia di Renato De Maria – miniserie TV (2003)
- La fuga degli innocenti, regia di Leone Pompucci – film TV (2004)
- Distretto di Polizia – serie TV, episodi 5x08-5x09 (2005)
- Attacco allo Stato, regia di Michele Soavi – miniserie TV (2006)
- Exodus - Il sogno di Ada, regia di Gianluigi Calderone – miniserie TV (2007)
- L'amore e la guerra, regia di Giacomo Campiotti – miniserie TV (2007)
- Ali Babà e i 40 ladroni, regia di Pierre Aknine – film TV (2007)
- Liberi di giocare, regia di Francesco Miccichè – miniserie TV (2007)
- La Strana Coppia – serie TV, episodio 1x26 "Una Moglie in Copertina" (2007)
- Rino Gaetano - Ma il cielo è sempre più blu, regia di Marco Turco – miniserie TV (2008)
- Quo vadis, baby?, regia di Guido Chiesa – miniserie TV (2008)
- Medicina generale – serie TV (2009)
- Gli ultimi del paradiso, regia di Luciano Manuzzi – miniserie TV (2010)
- C'era una volta la città dei matti..., regia di Marco Turco – miniserie TV (2010)
- Crimini – serie TV, episodio 2x05 (2010)
- Il sogno del maratoneta, regia di Leone Pompucci – miniserie TV (2012)
- Maria di Nazaret, regia di Giacomo Campiotti – miniserie TV (2012)
- Mai per amore, regia di Marco Pontecorvo – miniserie TV, episodio 4 (2012)
- Il caso Enzo Tortora - Dove eravamo rimasti?, regia di Ricky Tognazzi – miniserie TV (2012)
- Santa Barbara, regia di Carmine Elia – film TV (2012)
- Altri tempi, regia di Marco Turco – miniserie TV (2013)
- Gli anni spezzati, regia di Graziano Diana, episodio Il commissario – miniserie TV (2014)
- L'assalto, regia di Ricky Tognazzi – film TV (2014)
- Mister Ignis - L'operaio che fondò un impero, regia di Luciano Manuzzi – miniserie TV (2014)
- La strada dritta, regia di Carmine Elia – miniserie TV (2014)
- Sfida al cielo - La narcotici 2 – serie TV (2015)
- 1992 – serie TV (2015)
- Non uccidere – serie TV (2015-2018)
- Il sistema – serie TV (2016)
- 1993 – serie TV (2017)
- Sirene – serie TV (2017)
- La strada di casa – serie TV (2017)
- Trust: Il rapimento Getty – serie TV (2018)
- La vita promessa – serie TV (2018-2020)
- Il silenzio dell'acqua – serie TV (2019)
- Baby – serie TV (2019-2020)
- Liberi tutti – serie TV (2019)
- La concessione del telefono - C'era una volta Vigata, regia di Roan Johnson – film TV (2020)
- L'Alligatore – serie TV (2020)
- Questo è un uomo, regia di Marco Turco – docu-drama (2021)
- Più forti del destino, regia di Alexis Sweet – miniserie TV (2022)
- Studio Battaglia – serie TV (2022-2024)
- Diversi come due gocce d'acqua, regia di Luca Lucini – film TV (2022)
- Django – miniserie TV, episodi 7-8 (2023)
- Un professore (seconda stagione) – serie TV (2023)
- Il re (seconda stagione) – serie TV (2024)
- Sempre al tuo fianco – serie TV (2024)
- Stucky – serie TV, episodio 1x01 (2024)

### Cortometraggi
- Quartiere Isola, regia di Alessandro Lunardelli (2006)
- Made in China, regia di Chiara Dynys (2006)
- Pillole di bisogni, regia di Ivano De Matteo (2008)
- Ombre, regia di Emanuele Pica (2012)
- Il fischietto, regia di Lamberto Sanfelice (2012)
- Iceberg, regia di Enrico Mazzanti (2014)

## Teatro
- Delirio a due di Ionesco, regia di Pietro Faiella con Carlotta Natoli, prodotto da Alyax Produzioni (2013)
- Servo per due di Richard Bean, regia di Paolo Sassanelli e Pierfrancesco Favino, prodotto dalla compagnia de "Gli ipocriti" (2013-2016)
- Cyrano de Bergerac di Edmond Rostand, adattamento e regia di Nicoletta Robello Bracciforti